# Trokán Péter
Trokán Péter (Újpest, 1946. július 4. –) Jászai Mari-díjas magyar színművész,  érdemes művész. A szombathelyi Weöres Sándor Színház alapító tagja.

## Életpályája
A Könyves Kálmán Gimnáziumban érettségizett. Színészi pályáját 1969-ben kezdte a Nemzeti Színház Stúdiójában. 1970–1972 között, valamint 1973-1978 között a Kecskeméti Katona József Színház tagja volt. 1972–73-ban a debreceni Csokonai Színház színésze volt. 1978–1981 között játszott a Népszínházban. 1981–1989 között, valamint 2003–2008 között a Nemzeti Színházban játszott. 1989-től egy évadot a József Attila Színházban töltött. 1990-ben szabadfoglalkozású lett. 1990–1992 között a Magyar Színészkamara ügyvivője volt. 1990–1996 között veszprémi Petőfi Színházban, 1996–1999 között pedig a soproni Petőfi Színházban játszott. 1999–2003 között a Madách Színházban lépett fel. 2008–2020 között a szombathelyi Weöres Sándor Színház tagja volt. 2020-tól a székesfehérvári Vörösmarty Színház színésze.

### Magánélete
Papadimitriu Athina színésznő élettársa volt, nem házasodtak össze. Gyermekeik: Trokán Anna (1984) és Trokán Nóra (1986), a szülők hivatásának folytatói.

## Díjai
- Jászai Mari-díj (1977)
- Újbuda Pro Cultura-díj (2006)
- Holdbeli csónakos-díj (2015)[6]
- Arlecchino-díj: legjobb férfi alakítás (2017)
- Érdemes művész (2019)[7]
- Weöres Sándor-díj (2020)[8]

## Színpadi szerepei
- Koronázási szertartásjáték – III. Béla: Az aranykor trónusán (Vörösmarty Színház, 2017, rendező: Szikora János).... I. Manuél bizánci császár[9]
- Koronázási szertartásjáték – István (Vörösmarty Színház, 2013, rendező: Szikora János).... Koronázó püspök[10]
- Németh László: Cseresnyés.... Pali
- Boldizsár Miklós: Hérosztratosz
- Ábrahám Pál: Bál a Savoyban.... Maurice
- Baklanov: Gázolás.... Agronómus
- Miljutyin: Nyugtalan boldogság.... Petyka
- Molnár Ferenc: Doktor úr.... Második rendőr
- Katona József: Bánk bán.... Solom mester
- Aoluilh: A buborék.... Fabrice
- William Shakespeare: Hamlet, dán királyfi.... Horatio
- Abramov: Senki többet harmadszor
- Gyárfás Miklós: Dinasztia.... Patai Imre
- Gábor Andor: Dollárpapa.... Iván
- Williams: Orpheus alászáll.... Val Xavier
- Romhányi József: Hamupipőke.... Pitvarmester
- Feydeau: Bolha a fülbe.... Étienne
- Németh László: Csapda.... D'Anthes
- Darvas József: Részeg eső.... Tavaszi Ferkó
- Everac: Nescafé.... A férfi
- Pathelin mester.... Illatszerárus
- Shakespeare: Troilus és Cressida.... Achilles
- Hristic: Savonarola és barátai.... Valori
- Kleist: Heilbronni Katica avagy a Tűzpróba.... Nathain Vencel
- Déry Tibor–Presser Gábor: Képzelt riport egy amerikai popfesztiválról.... Manuel
- Friedrich Schiller: Don Carlos.... Posa márki
- Gorin: A gyújtogató.... Herosztratesz
- Shakespeare: János király.... János király
- Raffai Sarolta: Vasderes.... Péter
- Shakespeare: Rómeó és Júlia.... Mercutio
- Wolf Péter: Külvárosi legenda.... Bendzsó
- Euripidész: Bakkhánsnők.... Dionüszosz
- Shakespeare: Téli rege.... Camillo
- Beaumarchais: Figaro házassága.... Almaviva gróf
- Solohov: Csendes Don.... Grigorij
- Hernádi Gyula: Csillagszóró.... Lázár
- Schiller: Stuart Mária.... Leicester gróf
- Baum: Óz, a nagy varázsló.... Freddy bácsi
- Németh László: VII. Gergely.... Ottó
- Páskándi Géza: A rejtekhely.... Robespierre
- Hernádi Gyula: Szép magyar tragédia.... Legény
- Katona Imre: Magyar passió
- Páskándi Géza: Távollevők.... Negyedik magyar katona
- Saint-Exupéry: A kis herceg.... Pilóta; A kis herceg
- Stein: Verzió.... Alekszandr Blok
- Shakespeare: Pericles.... Helicanus
- Bertolt Brecht–Weil: Koldusopera.... Bicska Maxi
- Dürrenmatt: Pör a szamár árnyékáért.... Phy Signatus; Agathyrsus
- Čapek: A végzetes szerelem játékai.... Trivalin
- Marlowe: Doktor Faustus.... Mefiszto
- Shakespeare: Amit akartok, avagy Vízkereszt.... Orsino
- Nemeskürty István: Szép ének a gyulai vitézekről, avagy a majdnemteljes igazság.... Második császári biztos
- Füst Milán: Negyedik Henrik király.... Az ifjú Henrik
- McCoy: A lovakat lelövik, ugye?.... Pedro
- Blaga: A bálványok ledőlnek.... Zamolxé
- Molière: Don Juan, avagy a Kőszobor lakomája.... Don Juan
- Páskándi Géza: Kálmán király.... Álmos herceg
- Shakespeare: A vihar.... Alonso
- Betti: Bűntény a Kecskeszigeten.... Angelo
- Graves: Én, Claudius.... Caligula
- Schiller: Tell Vilmos.... Tell Vilmos
- Hauptmann: Naplemente előtt.... Wolfgang Clausen
- Illyés Gyula: Tiszták.... Pierre-Amiel
- Bergman: Fafestmény
- Whiting: Az ördögök.... Urbain Grandier
- Tóth Ede: A falu rossza.... Göndör Sándor
- Madách Imre: Az ember tragédiája.... Lucifer
- Békés Pál: A kétbalkezes varázsló.... Anton; Nagy Kulcsmásoló
- Albee: Nem félünk a farkastól.... Nick
- Shaw: Tanner John házassága (Ember és felsőbbrendű ember).... Straker
- Katalev: A kör négyszögesítése.... Jemelján
- Gorkij: Jegor Bulicsov és a többiek.... Zvoncov
- Williams: Macska a forró bádogtetőn.... Brick
- Shakespeare: II. Richárd.... Thomas Nowbray
- Madách: Mózes.... Hur
- Goethe: Tasso.... Antonio Montecatino
- Miller: Játék az időért.... Doktor Mengele
- Kós-Száraz: I. István, az országépítő.... Csanád
- Steinbeck: Egerek és emberek.... Curley
- Galgóczi-Böhm: Vidravas.... Jurek Sándor
- Sütő András: Káin és Ábel.... Ábel
- Shakespeare: Sok hűhó semmiért.... Don Pedro
- Schwajda György: Csoda.... Brigádvezető
- Caragiale: Farsang.... Jeremiás Miklós
- Kerr: Mary, Mary.... Bob MacKellaway
- Dosztojevszkij: Karamazovok.... Iván Fjodorovics Karamazov; A nagy inkvizítor
- Nash: Az esőcsináló ember.... File
- Shakespeare: Lear király.... Kent gróf
- Asztalos István: Szent László.... László
- Molnár Ferenc: Játék a kastélyban.... Almády
- Schiller: Ármány és szerelem.... Von Walter
- Synge: A szentek kútja.... A Szent
- Molnár Ferenc: Olympia.... Kovács
- De Filippo: Szombat, vasárnap, hétfő
- Bigest: Dollármama.... Emil
- Heltai Jenő: Naftalin.... Szakolczay; Dr. Csapláros Károly
- Frayn: Ugyanaz hátulról.... Philip Brent Fredrick Fellows
- Maugham: Csodálatos vagy, Júlia.... Michel
- Friel: Vészfék.... Dr. Donován
- Hamilton: Gázláng.... Jack Manningham
- Feydeau: Az úr "vadászni" jár.... Duchotel
- Müller Péter: Lugosi (a vámpír árnyéka).... Dr. Langer pszichiáter
- Pécsi Ildikó: Peterdi kabaré
- Cohen: A fejedelem.... Cesare Borgia
- Alan Bennett: Hölgy a furgonban.... Alan Bennett
- Spiró György: Az imposztor.... Kazynski
- Szophoklész: Antigoné.... Kreon
- Shaw: Sosem lehet tudni.... Crampton
- Molnár Ferenc: Egy, kettő, három.... Felix
- Steinbeck: Az Édentől keletre.... Samuel Hamilton
- Coward: Forgószínpad.... Alan Bennett
- Feydeau: A női szabó.... Furdebin
- Laurents: West Side Story.... Schrank
- Békés-Rozgonyi: Szegény Lázár.... Inkvizitor (ereklyeárus)
- Coward: Akt hegedűvel.... Jacob Friedland
- Racine: Phaedra.... Thézeusz
- Weöres Sándor: Holdbéli csónakos.... Dumuzi
- Márai Sándor: Kassai polgárok.... János mester
- Vörösmarty Mihály: Czillei és a Hunyadiak.... Újlaky Miklós
- Bíró Lajos: Sárga liliom.... Katolnay ezredes
- Shakespeare: III. Richárd.... Rivers gróf
- Heltai Jenő: Az édes teher...Hogyan adtam férjhez a feleségemet?.... Kartács Sándor
- Verebes István: Várva
- Erdman: Az öngyilkos.... Viktor Viktorovics
- Rose: Tizenkét dühös ember.... Első esküdt
- Chase: Barátom, Harvey.... Dr. William R. Chumley
- Görgey Gábor: Huzatos ház.... Rábay Ödön
- Ödön von Horváth: Mesél a bécsi erdő.... Kapitány
- Dosztojevszkij: Ördögök
- Hampton: Hollywoodi mesék.... Thomas Mann
- Egressy-Dömötör: 9700.... Csepreghy-Nagy Vilmos
- Blasban: Szerelmes Balázs
- Cabaret A'la Carte.... Első színész
- Farm Bt.... Wolfmann
- Molnár Ferenc: Lilom
- Frayn: Függöny fel!.... Rendező
- Bakonyi Károly: Mágnás Miska.... Korláthy gróf
- Burnett: A kis lord.... Riporter
- George Bernard Shaw: Pygmalion.... Henry Higgins

## Filmjei

### Játékfilmek
- Jelbeszéd (1974)
- A kenguru (1975)
- Az idők kezdetén (1975)
- Dóra jelenti (1978)
- Az erőd (1979) – Az államügyész
- Októberi vasárnap (1979)
- Élve vagy halva (1980)
- Hatásvadászok (1983)
- Te rongyos élet (1983)
- Hol volt, hol nem volt (1986)
- Miss Arizona (1988)
- Szamba (1996)
- Mentés másképp (2021)
- Hadik (2023)
- Futni mentem (2024)

### Tévéfilmek
- Bánk bán (1974)
- Méz a kés hegyén (1974)
- Optimista tragédia (1976)
- Fogságom naplója (1977)
- A különc (1980)
- Brutus (1981)
- Horváték (1981)
- Hoffmann meséi (1984)
- Széchenyi napjai (1985)
- Szomszédok (1987–1999)
- Miniszter (1988)
- Az angol királynő (1988)
- Égető Eszter (1989)
- Fehér kócsagok (1990)
- Fegyencek szabadságon (1993)
- Rendőrsztori (2000)
- Limonádé (2002)
- Tűzvonalban (2007-2009)
- Honfoglaló - Színházak csatái (2010)
- Barátok közt (2010) Kisfalussy Róbert / (2015–2016) Weintraub Tamás
- 200 első randi (2018–2019)[11]
- Cseppben az élet (2019)
- Cella – Letöltendő élet (2023)
- Marsra magyar! (2023)

## Filmsorozatbeli szinkronszerepei
- John Deerborn - A suli - Will Lyman
- Atlantisz - Az elveszett birodalom - Vincenzo ‘Vinny’ Santorini - Don Novello